# Gebetbuch (Rallyesport)

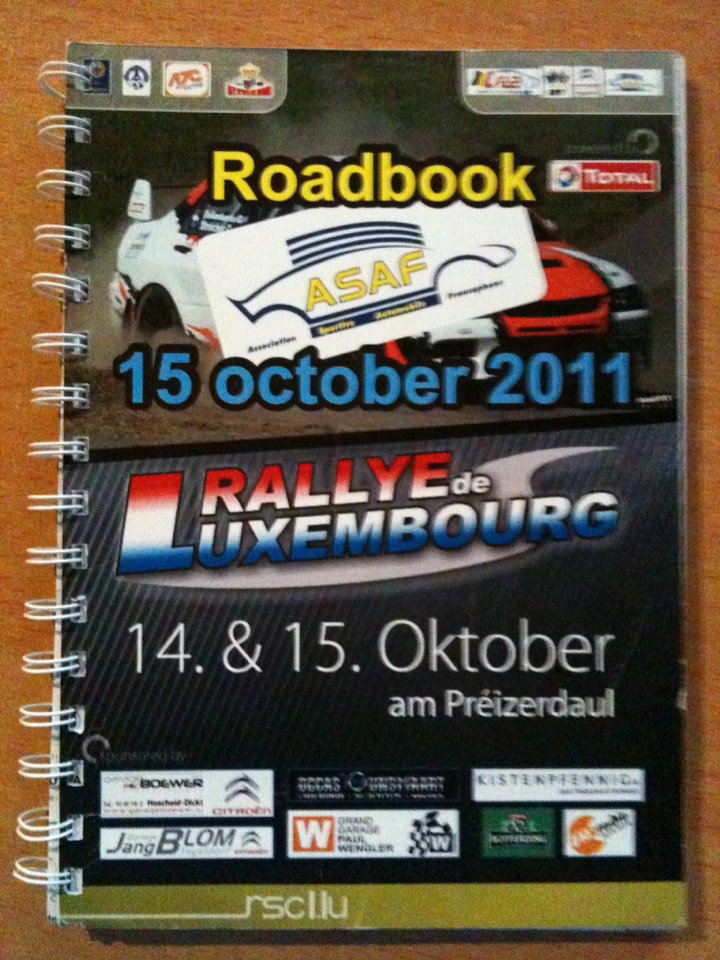
Die Vorderseite eines „Gebetbuch“ oder auch „Roadbook“ genannt

Das Gebetbuch, auch Aufschrieb, englisch Pacenote, ist im Rallye-Sport ein Heft mit eigenhändig erstellten Aufzeichnungen über die Wertungsprüfungen (WP). Die Notizen werden bei Erkundungsfahrten (Besichtigung) vor dem eigentlichen Wettbewerb vom Beifahrer nach Angaben des Fahrers erstellt und dann im Wettbewerb vorgelesen. Dagegen wird ein Roadbook als Wegweiser vom Veranstalter an alle Teilnehmer ausgegeben, etwa für Wüstenrallyes wo Besichtigungen unpraktikabel wäre.

## Erstellung und Anwendung
Bei einer Rallye führt man vorab eine Erkundungsfahrt über die Strecke durch und protokolliert diese. Der Fahrer diktiert dabei dem Copiloten besondere Merkmale der Strecke. Der sogenannte Aufschrieb, der so erstellt wird, enthält Kenndaten über Ereignisse der Strecke, wie Verlauf und Länge von Streckenabschnitten, Kurvenradien und -verlauf, Sprungkuppen und Kompressionen (Täler), Belagbeschaffenheit und -wechsel, Licht-Schatten-Verhältnisse und Ähnliches. Zusätzlich erfasst er die Fahrdaten, beispielsweise mögliche Geschwindigkeiten, Schaltvorgänge, Bremswege und die Schwierigkeit der Stelle.
Es handelt sich dabei um rein teaminterne Daten, die Aufschreibungs-Systeme sind recht unterschiedlich und werden auch als streng gehütete Geheimnisse erachtet.
Bei der Rallye selbst übermittelt der Beifahrer dem Fahrer diese Daten durch den Bordfunk in ununterbrochener Folge (daher der Name „Gebetbuch“), damit dieser vorbereitet ist und vorausschauend agieren kann.

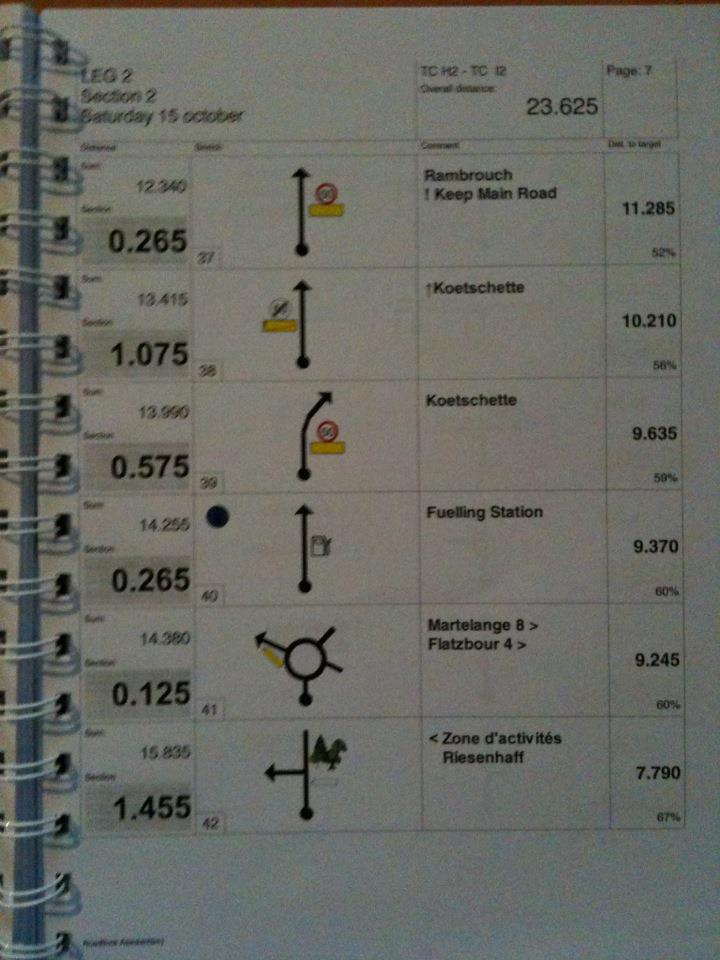
Aufgeschlagenes Roadbook

Die Kommunikation anhand des Aufschriebs erfordert ein exzellentes Zusammenspiel der beiden Besatzungsmitglieder und macht den Rallyesport in diesem Sinne zu einer Teamsportart. Das Gebetbuch ist eine der Hauptaufgaben des Copiloten, die den Fahrer im Umfeld einer Rallye entlasten.
Kurz vor dem Start kommen oftmals Schotterspione (auch Gravel Crews) zum Einsatz, welche die Strecke nochmals insbesondere hinsichtlich Schotter, Eis und Nässe kontrollieren und den Aufschrieb aktualisieren bzw. optimieren.

## Geschichte
Eines der ersten Gebetbücher wurde bei der Carrera Panamericana im November des Jahres 1952 vom deutschen Rennfahrer bzw. hier Beifahrer Hans Klenk für seinen Fahrer Karl Kling eingesetzt – seinerzeit mit einem sensationellen Streckenrekord für den siegreichen Mercedes-Benz 300 SL. Bei der Mille Miglia 1955 erzielte Stirling Moss eine Rekordzeit die in den Folgejahren nicht unterboten wurde. Er hatte den britischen Motorsport-Journalisten Denis Jenkinson als Beifahrer in seinem Mercedes-Benz 300 SLR mit der Startzeitpunkt-Nummer 722 während Juan Manuel Fangio (Nr. 658) wie viele andere alleine fuhr.
Das Wort Aufschrieb war im deutschsprachigen dann seit den 1960er-Jahren verbreitet, in der internationalen Sportsprache ist englisch Pacenote ‚Routennotiz‘ üblich.